# Kap Hansen
Kap Hansen ist ein Kap an der Südküste von Coronation Island im Archipel der Südlichen Orkneyinseln. Es trennt die Iceberg Bay von der Marshall Bay.
Der Name Hansenpynten für das Kap ist auf Kartenmaterial aus den 1920er Jahren des norwegischen Walfängerkapitäns Petter Sørlle (1884–1933) enthalten, der zwischen 1912 und 1913 Vermessungen der Südlichen Orkneyinseln vornahm. Die heute verbreitetste Benennung geht auf Wissenschaftler der britischen Discovery Investigations im Jahr 1933 zurück. Namensgeber ist der norwegische Walfängerkapitän Hans P. Hansen, der mit der Lancing zwischen 1925 und 1926 in den Gewässern um die Südlichen Shetlandinseln operiert hatte.